# 오용 (1956년)
오용(吳龍, 1956년 3월 29일 ~ )은 대한민국의 제7대 경상남도 의령군의원이었다.

## 학력
- 의령국민학교 졸업
- 의령중학교 졸업
- 의령종합고등학교 졸업
- 마산대학 전통약재개발과 졸업

## 경력
- 의령군 생활체육회 사무국장
- 의령군 체육회 이사
- 의령문화원 회원
- (사)부국환경포럼 경남지부 이사
- 의령초등학교 56회 동창회장
- 의령군 축구협회 전무이사
- 경남 축구협회 대의원
- 의령군 병신생연합회 초대 회장
- 의령JC 회장
- 의령JC 특우회 회장
- 의령군 생활지원 실무위원
- 의령중학교 운영위원회 위원장
- 의령군 학교운영위원장협의회 회장
- 2014.07 ~ 2018.06 제7대 경상남도 의령군의회 의원
- 2014.07 ~ 2016.07 제7대 경상남도 의령군의회 전반기 의장
- 2016.07 ~ 2018.06 제7대 경상남도 의령군의회 후반기 자치행정위원회 위원
- 2016.07 ~ 2018.06 제7대 경상남도 의령군의회 후반기 산업건설위원회 위원
- 2016.07 ~ 2018.06 제7대 경상남도 의령군의회 후반기 예산결산특별위원회 위원장

## 역대 선거 결과
|  | 24.91% |

|  | 13.04% |